# 莱利多普

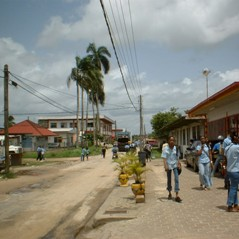

莱利多普（荷蘭語：Lelydorp）是蘇里南的城市，也是瓦尼卡區的首府，位於該國西北部，距離首都巴拉馬利波18公里，面積442平方公里，海拔高度9米，2004年人口15,576。